# 弘前駐屯地
弘前駐屯地（ひろさきちゅうとんち、英: JGSDF Camp Hirosaki）は、青森県弘前市大字原ヶ平字山中18-117に所在し、第39普通科連隊等が駐屯する陸上自衛隊の駐屯地である。

## 概要
駐屯地司令は、第39普通科連隊長が兼務。最寄の演習場は、弘前演習場。
駐屯地開設以来、第39普通科連隊が駐屯している。

## 沿革
- 1966年（昭和41年）８月：旧第8師団が使用していた射場跡で造成起工式が行われる。

陸上自衛隊弘前駐屯地
- 1968年（昭和43年）3月25日：弘前駐屯地が開設され[2]、第39普通科連隊および第9偵察隊が八戸駐屯地から移駐。
- 2010年（平成22年）3月26日：

1. 第39普通科連隊がゲリラ・コマンド対処型連隊へ改編（WAPC、89R、LMATが配備）。
2. 後方支援体制変換に伴い、第9後方支援連隊第2整備大隊第3普通科直接支援中隊（第39普通科連隊を支援）、偵察直接支援小隊（第9偵察隊を支援）を新編。

- 2015年（平成27年）3月26日：会計隊の改編に伴い、第427会計隊が廃止され第380会計隊弘前派遣隊を配置。
- 2024年（令和06年）3月20日：第9偵察隊を廃止[3]。

## 駐屯部隊

### 東北方面隊隷下部隊
- 第9師団
  - 第39普通科連隊
  - 第9後方支援連隊
    - 第2整備大隊
      - 第3普通科直接支援中隊：第39普通科連隊を支援
- 東北方面システム通信群
  - 第103基地システム通信大隊
    - 第305基地通信中隊
      - 弘前派遣隊
- 東北方面会計隊
  - 第380会計隊
    - 弘前派遣隊
- 弘前駐屯地業務隊

### 防衛大臣直轄部隊
- 警務隊
  - 第123地区警務隊
    - 弘前連絡班

### 共同の機関
- 青森地方協力本部
  - 援護課
    - 弘前地区援護センター

## 最寄の幹線交通
- 高速道路：東北自動車道大鰐弘前IC
- 一般道：国道7号、国道102号、国道339号、青森県道3号弘前岳鰺ケ沢線、青森県道31号弘前鯵ケ沢線、青森県道126号久渡寺新寺町線、青森県道127号石川土手町線、青森県道129号関ケ平五代線、青森県道130号桔梗野富田線
- 鉄道：JR東日本奥羽本線 弘前駅
- 港湾：青森港（重要港湾）、七里長浜港、小泊港（地方港湾）
- 飛行場：青森空港（第三種空港）

## 重要施設
- 北津軽変電所（一次変電所）（北津軽郡鶴田町）
- 青函トンネル